# Matt Hooper
Matt Hooper es un deportista estadounidense que compitió en natación. Ganó cuatro medallas en el Campeonato Pan-Pacífico de Natación entre los años 1991 y 1995.

## Palmarés internacional
| Campeonato Pan-Pacífico | Campeonato Pan-Pacífico  | Campeonato Pan-Pacífico | Campeonato Pan-Pacífico |
| Año                     | Lugar                    | Medalla                 | Prueba                  |
| ----------------------- | ------------------------ | ----------------------- | ----------------------- |
| 1991                    | Edmonton (Canadá)        | Medalla de bronce       | 800 m libre             |
| 1991                    | Edmonton (Canadá)        | Medalla de bronce       | 1500 m libre            |
| 1993                    | Kobe (Japón)             | Medalla de bronce       | 400 m estilos           |
| 1995                    | Atlanta (Estados Unidos) | Medalla de bronce       | 200 m mariposa          |